# Tom le chat
Pour les articles homonymes, voir Tom.
Tom le chat (ou Thomas, selon les épisodes) (Tom Cat) est un personnage fictif appartenant à la série d'animation américaine Tom et Jerry, et l'un des deux principaux protagonistes de la série, créé par William Hanna et Joseph Barbera, le deuxième étant Jerry.

## Description
Tom est un chat domestique bleu horizon, ou gris selon les épisodes, anthropomorphe habituellement caractérisé par une attitude gourmande et paresseuse. Il est également égoïste, irréfléchi (vu qu'il encaisse de nombreux projectiles) et n'assume pas les conséquences de ses actes (ce qui lui vaut souvent des représailles de la part de Spyke ou des humains).
Tom est l'ennemi juré de Jerry, une petite souris marron (brun ambre) également anthropomorphe. Dans pratiquement chaque épisode, Tom cherche à se débarrasser de Jerry d'une façon souvent la plus violente possible, avec notamment armes à feu, dynamites, et poison. Malgré son énergie et sa détermination, Tom ne parvient pas à piéger Jerry, qui retourne les pièges et la situation contre son adversaire. Tom est souvent humilié, pincé, coupé en morceaux, brulé, congelé, écrasé, cassé, tapé, mais n'abandonne jamais. Ponctuellement toutefois, il devient la victime de Jerry, et dans pareil cas, il parvient à retourner le plan de Jerry contre lui; tout aussi ponctuellement, la situation tourne à leur avantage à tous les deux, quand ils doivent faire face à un ennemi commun par exemple.

## Histoire

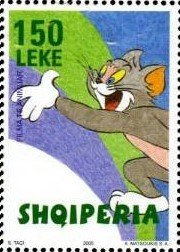
Tom le chat de l'ère classique Hanna-Barbera sur un timbre albanais.

Tom le chat, en anglais « Tom Cat », s'inspire et dérive sur le mot anglais tomcat, désignant un chat domestique. Bien que personnage de cartoon, il est dépourvu de dialogue (sauf dans certains longs-métrages d'animation comme Tom et Jerry, le film en 1992,, mais hurle la plupart du temps de douleur, lorsque l'un de ses plans se retourne contre lui, ou chante afin de séduire des demoiselles félines.
Physiquement, Tom change remarquablement au fil des années, en particulier après les premiers épisodes. Tom, et son rival Jerry apparaissent en 1945 dans le métrage Metro-Goldwyn-Mayer en technicolor intitulé Escale à Hollywood, puis dans le métrage intitulé Escale à Hollywood (1953).